# Cresente Paez
Cresente C. Paez ist ein philippinischer Politiker der Cooperative NATCCO Party (Coop-NATCCO), der seit 2009 Mitglied des Repräsentantenhauses ist. In seiner beruflichen und politischen Laufbahn engagiert er sich insbesondere für die Entwicklung der Genossenschaften auf den Philippinen und trägt daher den Spitznamen „Mr. Coop“.

## Leben

### Berufliche Laufbahn und Genossenschaftsfunktionär
Paez absolvierte nach dem Schulbesuch ein Studium der Agrarwissenschaften an der University of Southern Mindanao, das er 1969 mit einem Bachelor of Science in Agriculture (B.S.A.) abschloss. Nach anderen Tätigkeiten wurde er am 15. Januar 1973 Mitarbeiter am Genossenschaftlichen Entwicklungszentrum für Visayas VITCO (Visayas Cooperative Development Center ) und war dort mehr als zehn Jahre Ausbilder, ehe er vom 1. Januar 1985 bis zum 15. Februar 1990 Geschäftsführender Direktor des VITCO war.
Während der Amtszeit von Präsidentin Corazon Aquino fungierte Paez zwischen dem 15. Februar und dem 30. Juni 1990 kurzzeitig als Vizeminister für Landwirtschaftsreformen (Assistant Secretary of the Department of Agrarian Reform) und war im Anschluss vom 1. Juli 1990 bis zum 30. Juni 2002 Chief Executive Officer (CEO) der Organisation zur Entwicklung menschlicher Ressourcen in ländlichen Gebieten PHILDHRRA (Philippine Development of Human Resources in Rural Areas). Zuletzt war er vom 22. September 2002 bis zum 28. Februar 2009 Chief Executive Officer der Nationalen Konföderation der Genossenschaften NATCCO (National Confederation of Cooperatives). Daneben fungierte er zeitweise als Vorstandsvorsitzender der NEC Multi-Purpose Cooperative sowie der Cooperative Bank of Camarines Norte.

### Mitglied des Repräsentantenhauses und Kandidatur für den Senat
Am 28. Februar 2009 wurde Paez als Vertreter der Parteiliste Cooperative NATCCO Party (Coop-NATCCO) erstmals Mitglied des Repräsentantenhauses und gehört diesem seither an. Bei der Parlamentswahl vom 10. Mai 2010 wurde er nach Jose Ping-ay auf der Parteiliste der Coop-NATCCO gewählt, die 944.864 Stimmen (3,22 Prozent) erhielt und somit zwei Abgeordnete stellen konnte. Er wurde bei der Parlamentswahl vom 13. Mai 2013 als Spitzenkandidat der Parteiliste Coop-NATCCO wiedergewählt, die diesmal 642.005 Wählerstimmen (2,32 Prozent) erhielt und mit ihm sowie Antonio Bravo wieder zwei Abgeordnete stellen konnte. In der derzeitigen, von 2013 bis 2016 dauernden 16. Legislaturperiode ist er Vorsitzender des Parlamentsausschusses für die Entwicklung der Genossenschaften (Committee for Cooperatives Development). Dieser ist zuständig für alle Angelegenheiten, die sich unmittelbar und grundsätzlich mit Genossenschaften sowie genossenschaftlichen Bewegungen und Organisationen beschäftigt. Weiterhin befasst sich mit städtisch oder ländlich geprägten Krediten, Verbrauchern, Erzeugern, Vermarktung, Dienstleistungen und anderen Zwecken von Genossenschaften. Ferner ist der Ausschuss zuständig für Elektrizitätsgenossenschaften innerhalb der Genossenschaftlichen Entwicklungsbehörde CDA (Cooperative Development Authority) und die Durchführung und Änderung des Genossenschaftsgesetzes (Cooperative Code of the Philippines).
Da Paez die Höchstgrenze der konsekutiven Wählbarkeit von neun Jahren erreicht hat, darf er bei den kommenden Parlamentswahlen am 9. Mai 2016 nicht erneut kandidieren, und wird somit aus dem Repräsentantenhaus ausscheiden. Stattdessen bewirbt er sich für einen der zwölf neu zu wählenden Sitze im 24-köpfigen Senat. Er tritt dabei für die Coop-NATCCO im Wahlbündnis „Koalition des geraden Weges“ (Koalisyon ng Daang Matuwid) an, die die Präsidentschaftskandidatur von Mar Roxas und die Vizepräsidentschaftskandidatur von Leni Robredo unterstützt.